# 雷鳴道主教紀念學校
雷鳴道主教紀念學校是一所男子學校，創立人是鮑思高慈幼會會士胡子義神父（Fr. Caetano Nicosia），他看見澳門社會上有部分的青少年，在求學上遇到諸多困難，且無法求得學位；甚至有些因受家庭問題和乏人照護的青年，不能入學而常流蕩街頭。有見及此，胡神父於1985年創立這所寄宿學校。

## 歷史
1972年，鮑思高慈幼會會士胡子義神父，他看見澳門社會上有部分的青少年，在求學上遇到諸多困難，且無法求得學位；甚至有些因受家庭問題和乏人照護的青年，不能入學而常流蕩街頭，所以決定創立一所學校，並命名為「聖若瑟小學」。1983年，胡子義神父把聖若瑟小學移交母佑會修女接辦。兩年後，胡神父創辦雷鳴道主教紀念學校，幫助一些貧苦無依及在學業上需要扶助的青少年，此時學校只有小學三年級至五年級。1991年開辦初中，好讓學生能繼續在原校升讀初中。
1994年9月由龐秉輝神父接任，此時學生人數已達165人。三年後由孔智剛神父任校長。1998年9月由陳鴻基神父接任校長一職，學生共130人。1999年，學校有學生共160人，其中寄宿生有約100人，由小學四年級至初中三年級。2000年，「鳴道苑」落成，共可容納84位宿生，採家庭單位制，每個單位分有三房一廳，十二位宿生與一位舍家長同住，設有廚房及衛生間。
2004年9月，龐秉輝神父再任校長，推行課程改革及小班化教學。2010年，林啟輝先生接任校長。2019年，學校開辦職業高中課程。

## 參看
- 慈幼會
- 慈幼中學
- 粵華中學
- 聖保祿學校

## 外部連結
- 雷鳴道主教紀念學校校史